# Fomento
Fomento är en ort i Kuba.   Den ligger i provinsen Provincia de Sancti Spíritus, i den centrala delen av landet, 300 km öster om huvudstaden Havanna. Fomento ligger 120 meter över havet och antalet invånare är 19 991.
Terrängen runt Fomento är platt. Runt Fomento är det ganska tätbefolkat, med 93 invånare per kvadratkilometer. Det finns inga andra samhällen i närheten. Omgivningarna runt Fomento är en mosaik av jordbruksmark och naturlig växtlighet.